# Dzwonnica w Zalasie
Dzwonnica w Zalasie – drewniana dzwonnica znajdująca się w miejscowości Zalas, w województwie małopolskim, w powiecie krakowskim, w gminie Krzeszowice. 
Dzwonnica przy kościele parafialnym, otoczenie w obrębie ogrodzenia przykościelnego oraz starodrzew, wpisane zostały do rejestru zabytków nieruchomych województwa małopolskiego .

## Historia
Dzwonnica z 1602 roku, przebudowana w 1783 stoi obok kościoła parafialnego pod wezwaniem św. Marii Magdaleny i św. Andrzeja Apostoła. Dzwon pochodzi z 1754 roku.

## Architektura
Wolno stojąca dzwonnica drewniana, konstrukcji słupowej wybudowana na planie kwadratu, na murowanym fundamencie. Ściany zwężające się ku górze, oszalowane są deskami. Nakryta wielobocznym hełmem z latarnią zwieńczoną kopułką.
Obok dzwonnicy rosną dwie lipy o obwodzie 542 i 428 cm w pierśnicy, będące pomnikami przyrody. W 2010 roku Parafia św. Marii Magdaleny w Zalasie, przy udziale dotacji z WFOŚ wykonała pielęgnacje pomnikowych lip .